# Pugilato ai X Giochi del Mediterraneo
I tornei di  Pugilato ai X Giochi del Mediterraneo hanno previsto 12 eventi, per un totale di 48 medaglie da assegnare, essendo previsto il doppio bronzo. Sono state disputate soltanto gare maschili.

## Risultati
| Evento  | Oro                  | Argento            | Bronzo                               |
|         |                      |                    |                                      |
| 48 kg   | Mohamad Haddad       | Dragan Zivadinovic | Galip Aktas Salvatore Todisco        |
| 51 kg   | Hamed Halbouni       | Miloud Mouhi       | Vedat Tutuk Sefedin Salijevski       |
| 54 kg   | Redouane Handassi    | Hamadi Chargui     | Altan Angin Fabrizio Cappai          |
| 57 kg   | Abdelhak Achik       | Luigi Guitadamo    | Mohamad Alomar Mohamad Soltani       |
| 60 kg   | Mayez Khanji         | Azzedine Saïd      | Atila Arslan Afrim Majanci           |
| 63,5 kg | Vukasin Dobrasinovic | Michele Caldarella | Manuel Sierra Ali Citak              |
| 67 kg   | Agim Ljatifi         | Faousi Hattab      | Khemais Refai Hasan Ozdemir          |
| 71 kg   | Noureddine Meziane   | Fatmir Makoli      | Stefano Pompilio Fikret Kaman        |
| 75 kg   | Raouf Harbi          | Ahmed Dine         | Michele Mastrodonato Hasan Kordieh   |
| 81 kg   | Damir Škaro          | Andrea Magi        | Jamiel Nabhan Ahmed Canbakis         |
| 91 kg   | Mohamed Bouchiche    | Luigi Gaudiano     | José Ortege Georgios Stefanopoulos   |
| +91 kg  | Salihu Azis          | Mouhamed Toubi     | Maymoun Alcheikh-Aboud Erdal Sarikas |

## Medagliere
| Posizione | Paese      |    |    |    | Totale |
| --------- | ---------- | -- | -- | -- | ------ |
| 1         | Jugoslavia | 4  | 2  | 2  | 8      |
| 2         | Siria      | 3  | 0  | 4  | 7      |
| 3         | Algeria    | 2  | 2  | 0  | 4      |
|           | Marocco    | 2  | 2  | 0  | 4      |
| 5         | Tunisia    | 1  | 1  | 3  | 5      |
| 6         | Italia     | 0  | 4  | 4  | 8      |
| 7         | Francia    | 0  | 1  | 0  | 1      |
| 8         | Turchia    | 0  | 0  | 8  | 8      |
| 9         | Spagna     | 0  | 0  | 2  | 2      |
| 10        | Grecia     | 0  | 0  | 1  | 1      |
| Totale    | Totale     | 12 | 12 | 24 | 48     |